# Argolamprotes
Argolamprotes é um gênero de traça pertencente à família Agonoxenidae.